# گیرنده هورمون پاراتیروئید
گیرنده‌های هورمون پاراتیروئید (انگلیسی: Parathyroid hormone receptor) دو گیرندهٔ شناخته‌شدهٔ هورمون پاراتیروئید در پستانداران است و از اعضای پروتئین‌های تراغشایی موسوم گیرنده‌های جفت‌شونده با پروتئین جی هستند.
گیرنده ۱ هورمون پاراتیروئید (PTH1R) در استخوان و کلیه موجود است و در تنظیم هم‌ایستایی یون کلسیم از طریق فعال‌سازی آدنیلات سیکلاز و فسفولیپاز سی نقش دارد.
گیرنده ۲ هورمون پاراتیروئید (PTH2R) بیشتر در دستگاه عصبی مرکزی، لوزالمعده، بیضه و جفت بیان می‌شود.